# Tesla (film)
Tesla è un film del 2020 prodotto, scritto e diretto da Michael Almereyda.
Nel film figurano Ethan Hawke nel ruolo di Nikola Tesla e Kyle MacLachlan in quello di Thomas Edison, oltre ad Eve Hewson, Jim Gaffigan e Josh Hamilton.

## Trama
Un ritratto a ruota libera dell'inventore visionario Nikola Tesla, le sue sfide con Thomas Edison e con la figlia di J.P. Morgan Anne, le sue scoperte nella trasmissione dell'energia elettrica e della luce.

## Colonna sonora
- The Portrait of a Lady di Wojciech Kilar
- Nocturne 1 in B Flat Minor, Op. 9 di Fryderyk Chopin
- Phantasms of Love di Wojciech Kilar
- The Cat Came Back di Harry S. Miller
- Andante from Piano Concerto No. 2 di Johannes Brahms
- Bonaparte's Retreat
- Electric Flame di Trlogy
- Chaconne in G Minor di Tomaso Antonio Vitali
- Everybody Wants to Rule the World di Roland Orzabal

## Produzione
Nel febbraio 2018 è stato annunciato che Ethan Hawke si era unito al cast del film scritto e diretto da Michael Almereyda.

## Distribuzione
Il film è stato presentato in anteprima mondiale al Sundance Film Festival il 27 gennaio 2020 ed è uscito in Italia il 21 agosto 2020.

## Riconoscimenti
- 2020 - Sundance Film Festival
  - Premio Alfred P. Sloan